# ویلسون رودریگز فونسکا
ویلسون رودریگز فونسکا (به پرتغالی: Wilson Rodrigues Fonseca) مهاجم اهل برزیل است که در شهر Araras و در تاریخ ۲۱ مارس ۱۹۸۵ به دنیا آمده‌است.
ویلسون رودریگز فونسکا در تیم‌های فوتبال کورینتیانس سابقهٔ حضور دارد.